# 黃飛鴻之五：龍城殲霸
《黃飛鴻之五：龍城殲霸》（英語：Once Upon a Time in China V）是1994年香港電影，由徐克導演、監製及兼任編劇之一，元彬任動作設計，赵文卓、关之琳、王靜瑩、莫少聪、郑则仕、郭晋安等人主演。為黃飛鴻系列電影的第五部。敘述黃飛鴻等人打擊海盜張保仔的故事。

## 演員
| 演員   | 角色          | 粵語配音                     | 備註         |
| 趙文卓 | 黃飛鴻        | 黃志成                       |              |
| 關之琳 | 少筠 (十三姨) | 馮蔚衡                       |              |
| 王靜瑩 | 十四姨        | 鄭麗麗                       | 十三姨之妹   |
| 莫少聰 | 梁寬          | 陳 欣 (部份) / 莫少聰 (部份) | 黃飛鴻徒弟   |
| 郭晉安 | 牙擦蘇        | 陳 欣                        | 黃飛鴻徒弟   |
| 鄭則仕 | 豬肉榮        | 高翰文                       | 黃飛鴻徒弟   |
| 熊欣欣 | 鬼腳七        | 謝君豪                       | 黃飛鴻徒弟   |
| 劉洵   | 黃麒英        | 盧雄                         | 黃飛鴻之父   |
| 張鐵林 | 謝四寶        | 潘文柏                       | 官兵         |
| 易天雄 | 張保仔        | 盧雄                         | 海盜         |
| 董玮   | 张玉麟        | 陳 欣                        | 海盜         |
| 呂少玲 | 單眼英        |                              | 海盜         |
| 譚炳文 | 鄧老闆        | 譚炳文                       | 南粵米倉老闆 |

## 票房
票房4,902,426港幣。並沒達到預期中的成功。

## 外部連結
- 香港影庫上《黃飛鴻之五：龍城殲霸》的資料（繁體中文）
- 互联网电影数据库（IMDb）上《黃飛鴻之五：龍城殲霸》的资料（英文）
- 豆瓣电影上《黃飛鴻之五：龍城殲霸》的資料 （简体中文）
- 爛番茄上《黃飛鴻之五：龍城殲霸》的資料（英文）